# بینگهام (دهانه)
بینگهام یک دهانه برخوردی در ماه‌ است.

## دهانه‌های اقماری
این دهانه ۱ دهانه اقماری دارد.
| Bingham | عرض جغرافیایی | طول جغرافیایی | قطر          |
| ------- | ------------- | ------------- | ------------ |
| H       | ۷.۵° N        | ۱۱۶.۲° E      | ۲۶.۰ کیلومتر |